# Place de la Pedreira
La Place de la Pedreira (Place de la carrière) ou Place de Mugartegui (en galicien : Praza da Pedreira) est une place d’origine médiévale située dans la partie nord du centre historique de Pontevedra (Espagne).

## Origine du nom
La place tire son nom du travail des tailleurs de pierre qui taillaient la pierre pour les maisons de la ville à cet endroit,.

## Historique
Dans l'Antiquité, cet espace était appelé Vicus du Verrón. La place de la Pedreira trouve ses origines dans le Moyen Âge. Il s'agissait d'une esplanade sur des terres cultivées, principalement des vignobles, et était connue sous le nom de Eirado da Herba, car c'était le lieu du marché à l'herbe,.
Le nom actuel de la place dérive de son utilisation ultérieure, qui rappelle le lieu où les tailleurs de pierre travaillaient la pierre pour les bâtiments de la ville, notamment le collège de la Compagnie de Jésus, l'église Saint-Barthélemy ou le palais de Mugartegui, situés à proximité, pour lesquels une grande quantité de pierre était accumulée sur la place. C'était le quartier de la ville habité par les tailleurs de pierre .
En 1479, Tristán de Montenegro, capitaine des troupes de Pontevedra dans la succession au trône de Castille, mourut dans le pazo Mariño de Lobeira, qui domine la place, mortellement blessé par un tir de mousquet. Pendant des années, une lumière est restée allumée dans la pièce où il est mort pour rappeler sa mort glorieuse,.
En janvier 1886, la place a été rebaptisée Place de Mugartegui. La corporation municipale de Pontevedra a accepté de changer le nom de la Place de la Pedreira en Place de Mugartegui pour rendre hommage à Francisco Javier Mugartegui, propriétaire du pazo de Mugartegui, avocat, homme d'affaires et homme politique de Pontevedra, pour son intérêt dans la prospérité de Pontevedra.
Le 25 avril 1996, le nom traditionnel de Place de la Pedreira a remplacé celui de Place de Mugartegui.

## Description
La place est située dans la partie nord du centre historique de Pontevedra et sa configuration a subi quelques variations au fil du temps. Elle a une forme trapézoïdale irrégulière, légèrement incurvée sur le côté sud, où se trouve un grand mur d'enceinte en pierre. Ce mur appartenait à la Casa de la Misericordia (Maison de la Miséricorde), propriété de la famille Bermúdez de Castro.
La place est un espace pavé presque fermé avec seulement deux simples bancs de pierre près du grand mur de pierre du côté sud et un autre du côté ouest près du manoir de Mariño de Lobeira. On peut accéder à la place par la rue César Boente, en passant sous l'arc de ce manoir, ou par la rue Pedreira, Padre Isla ou Gregorio Fernández.

## Bâtiments remarquables
Les bâtiments qui entourent la place datent de différentes périodes, du début de la période moderne aux XVIIIe siècle  et XIXe siècle.
La partie centrale du côté nord de la place est dominée par le pazo de Mugartegui, qui était à l'origine le pazo des comtes de Fefiñáns. Ce pazo baroque a été achevé en 1771 et son grand blason en pierre a été installé en 1773. Le pazo présente sept arcs sur sa façade, soutenus par des colonnes toscanes. Sur la partie supérieure du blason en pierre se trouve un cadran solaire.
Sur le côté ouest de la place se trouve le Pazo de Mariño de Lobeira, un édifice gothique du XVIe siècle, avec quelques modifications ultérieures. Il a été construit par les seigneurs de Serra de Outes, Lobeira, Montenegro et Soutomaior. Il se compose d'un rez-de-chaussée et d'un premier étage et présente un passage caractéristique au rez-de-chaussée avec deux arcs brisés qui donnent accès à la place. Le Pazo a été utilisé à diverses fins au cours de son histoire, notamment comme maison d'hôtes.
Sur le côté est de la place se trouve une maison du XVIIIe siècle avec un rez-de-chaussée et un étage et un escalier extérieur pour y accéder.

## Galerie d'images

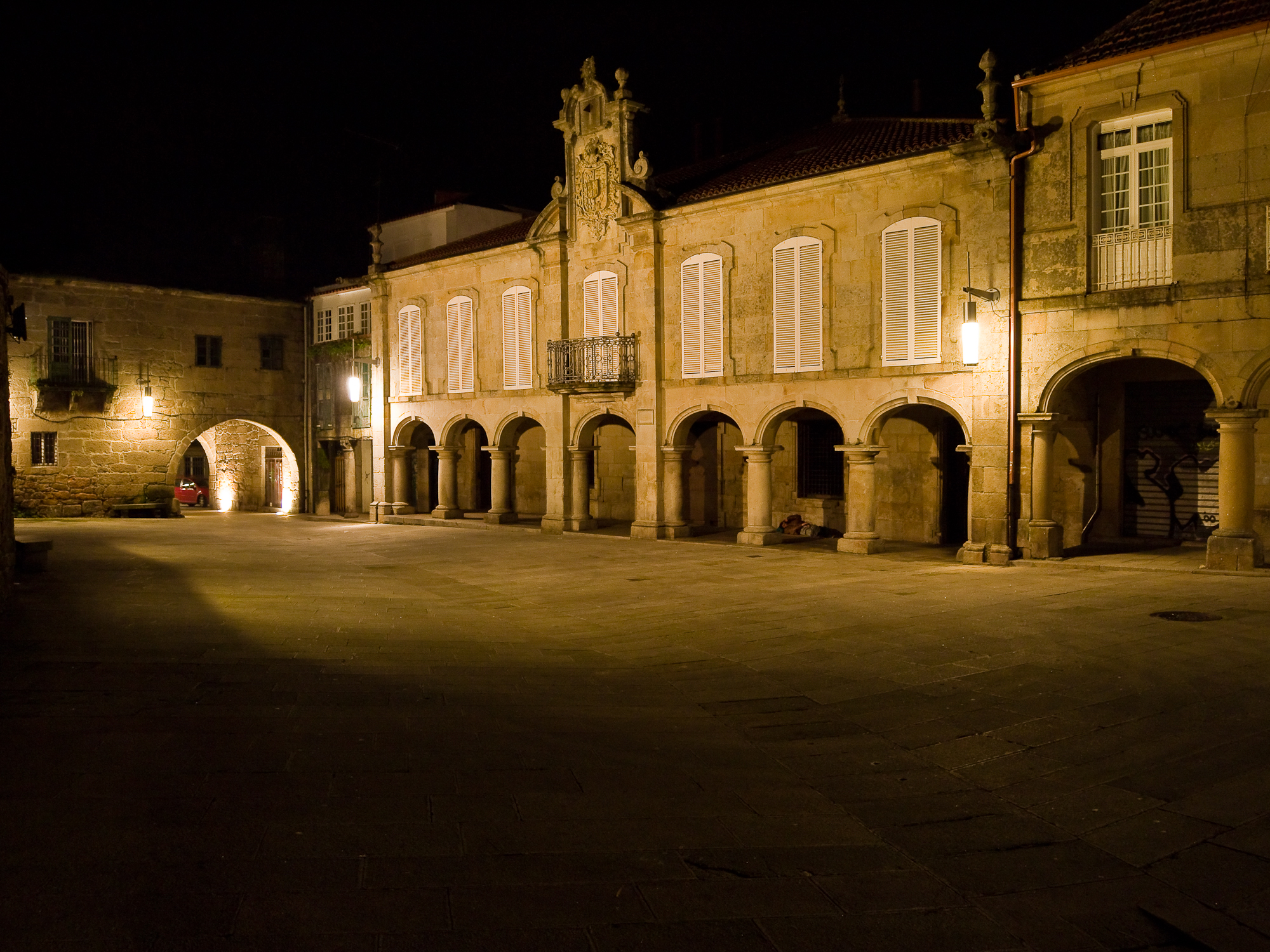
La place, la nuit.
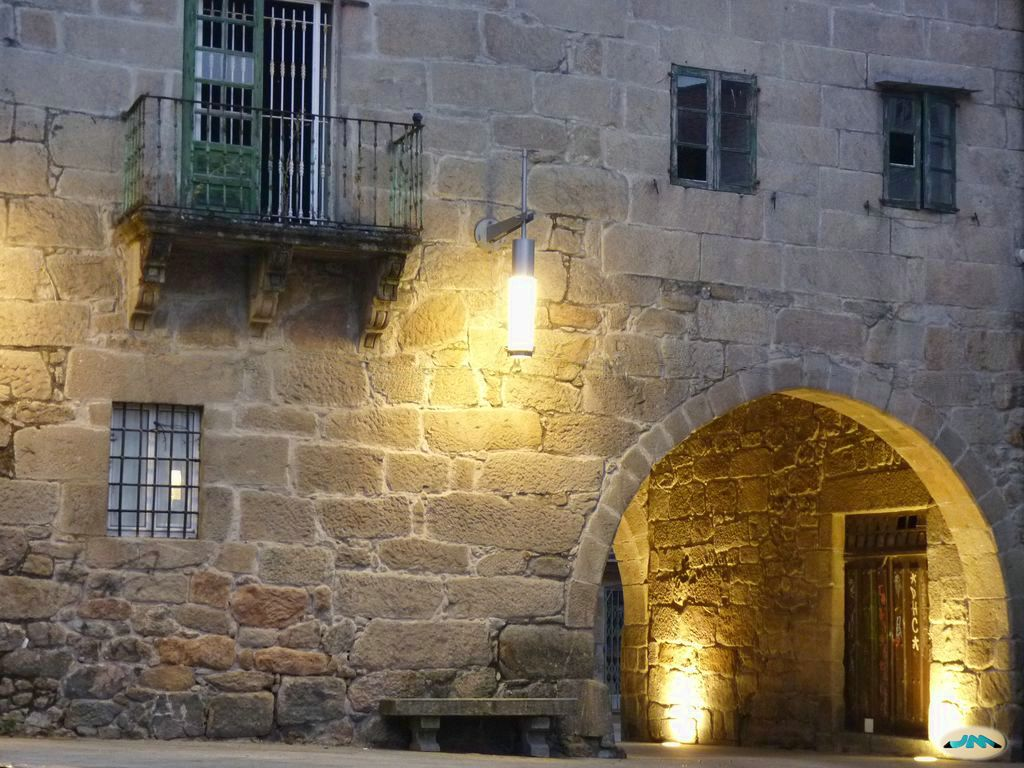
Pazo Mariño de Lobeira.
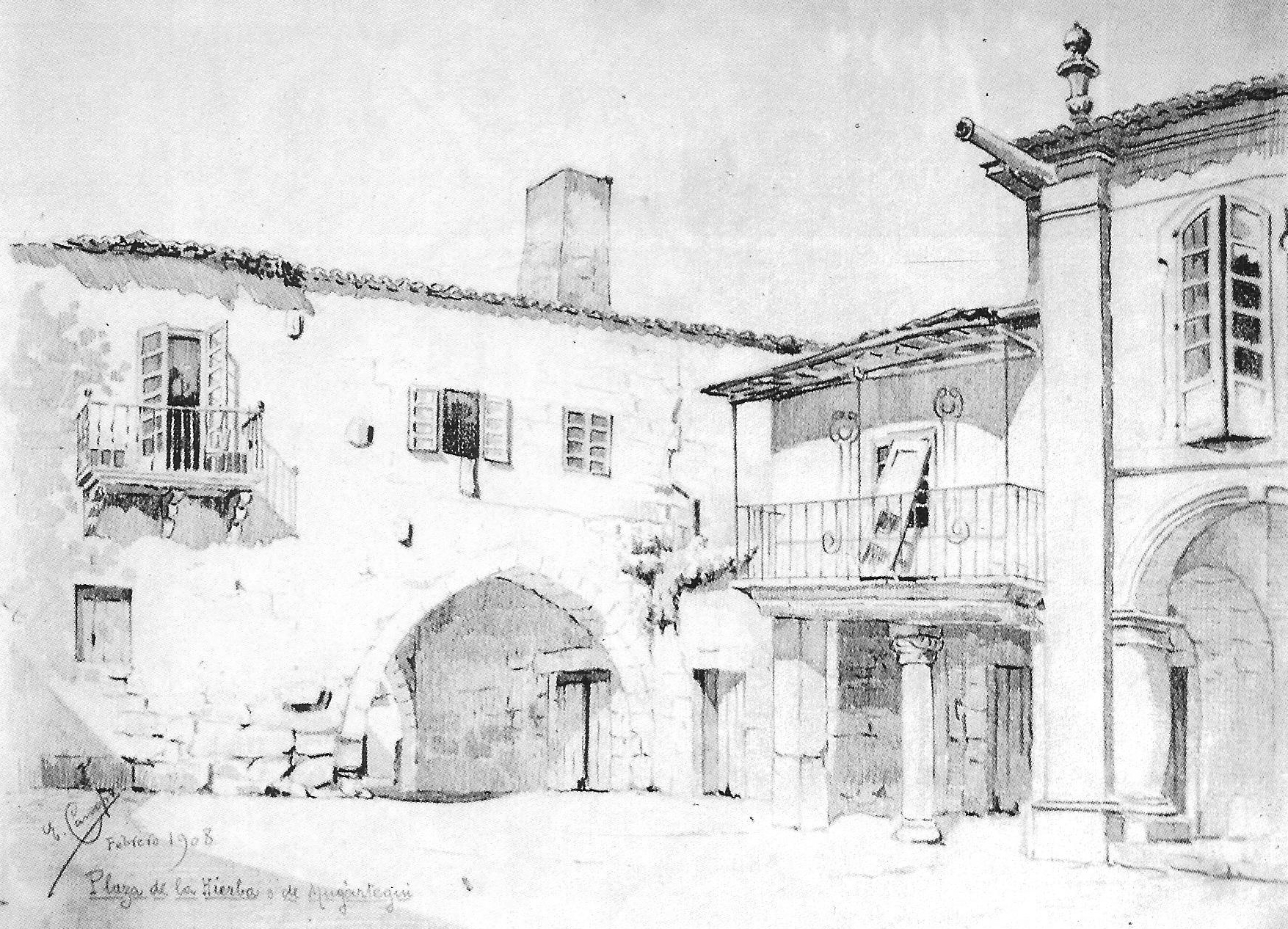
Dessin d'Enrique Campo Sobrino (1908)
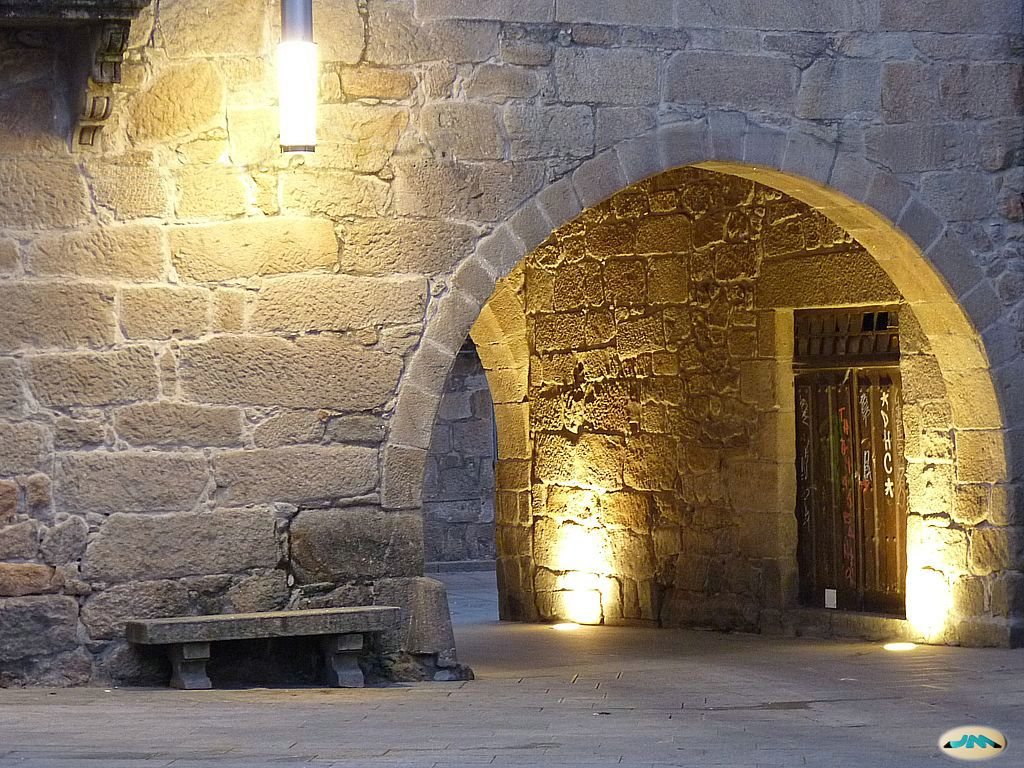
Arc brisé d’accès à la place.
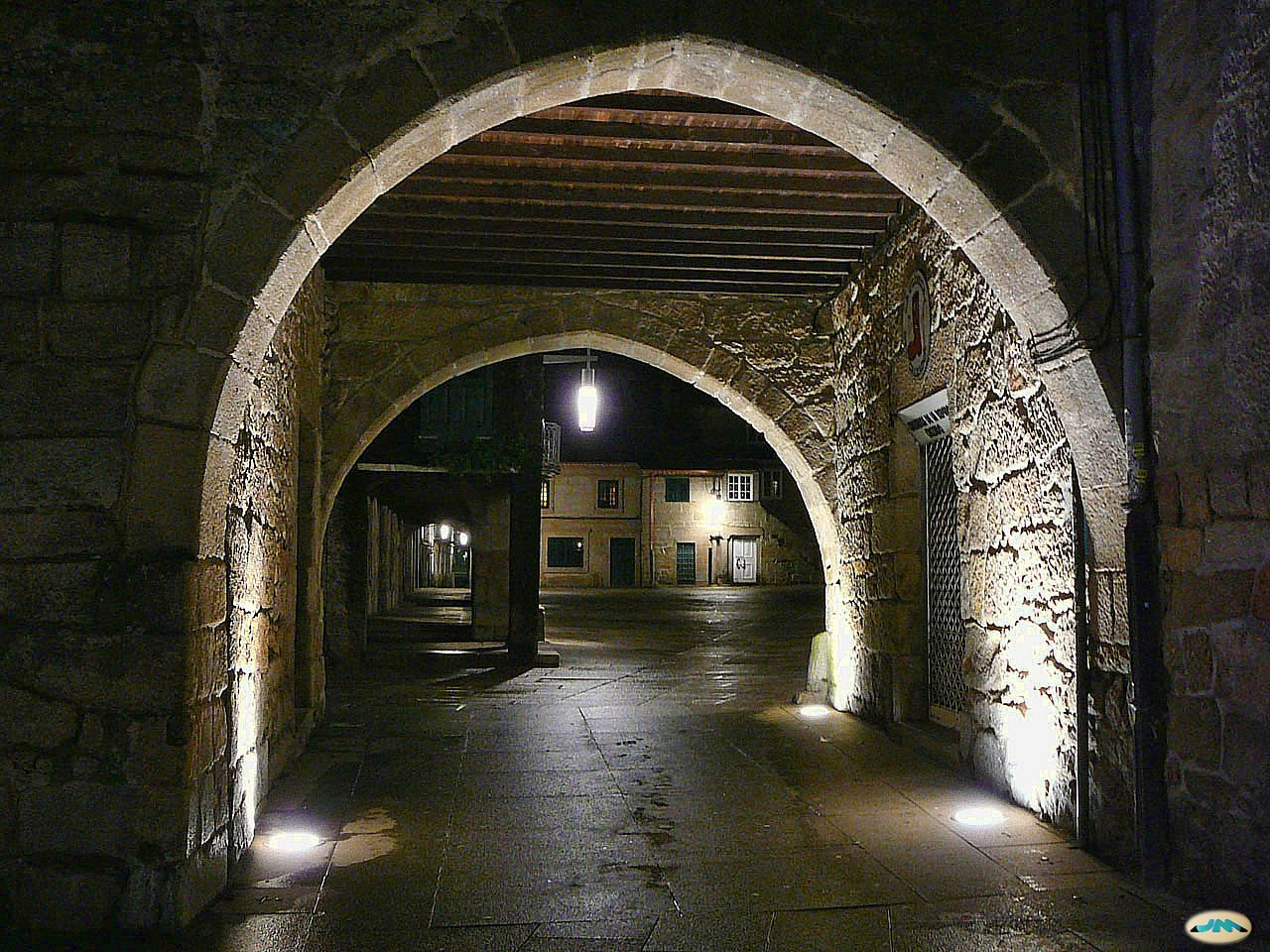
Passage d’accès à la place.
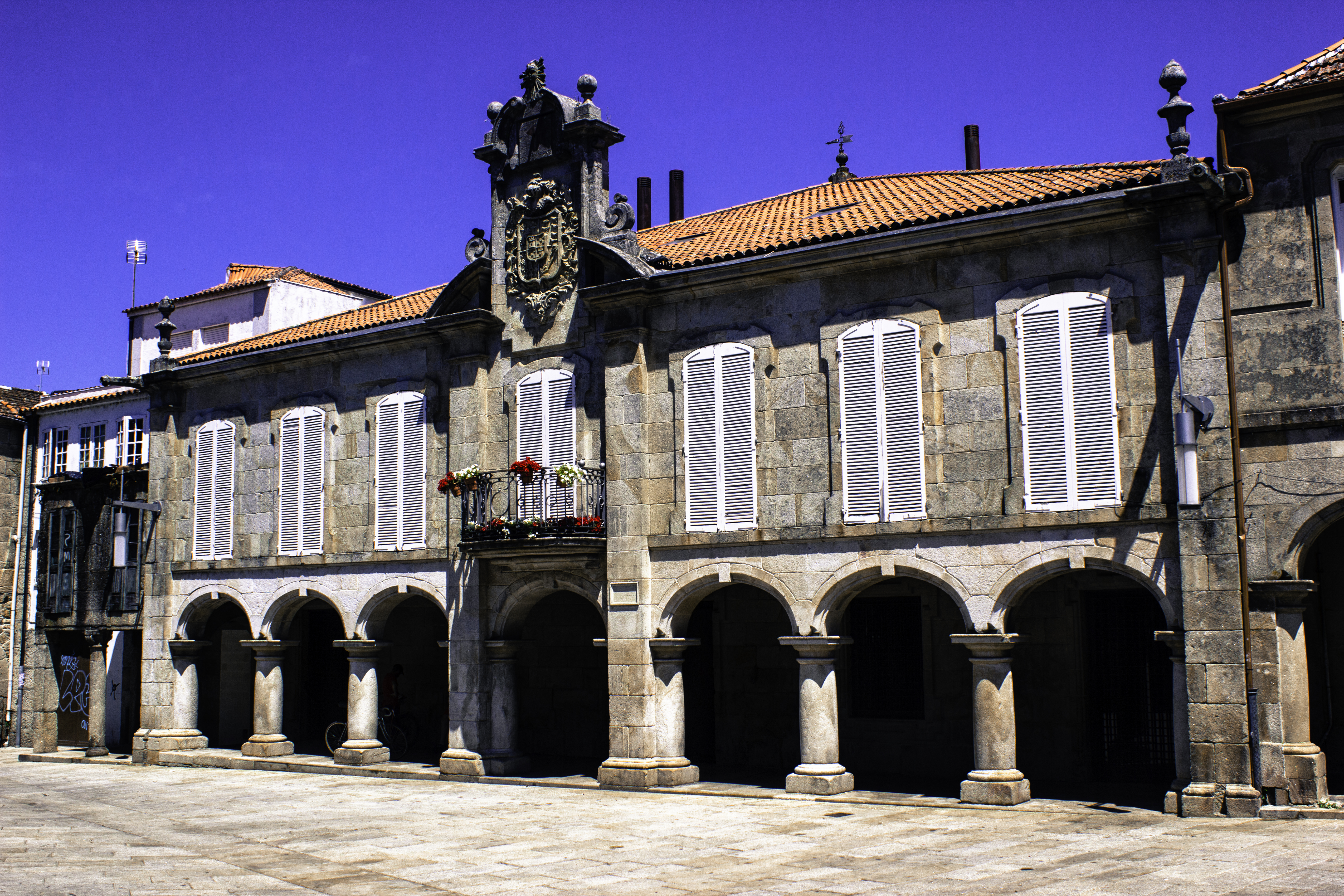
Palais de Mugartegui
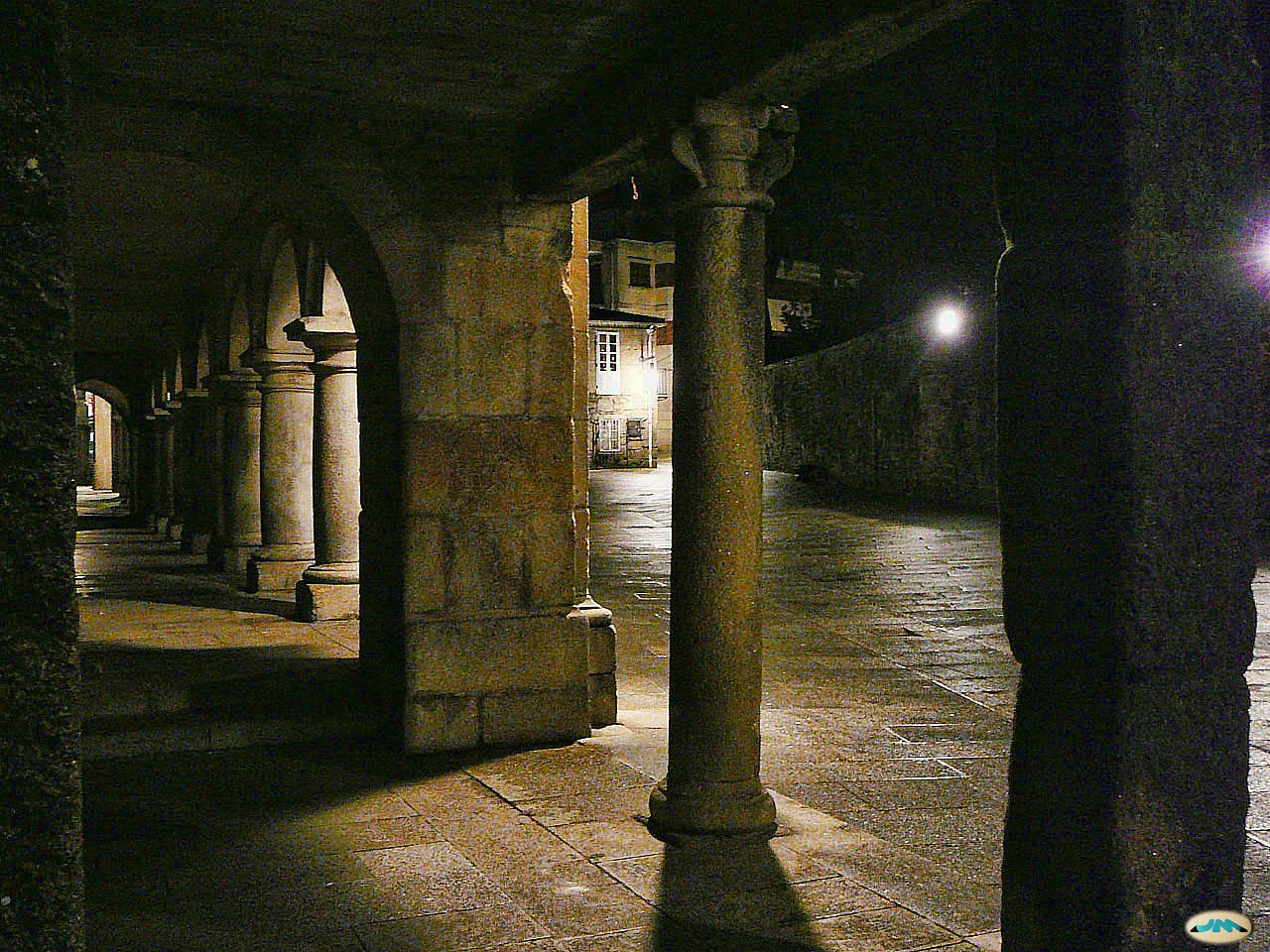
Arcades de la place.
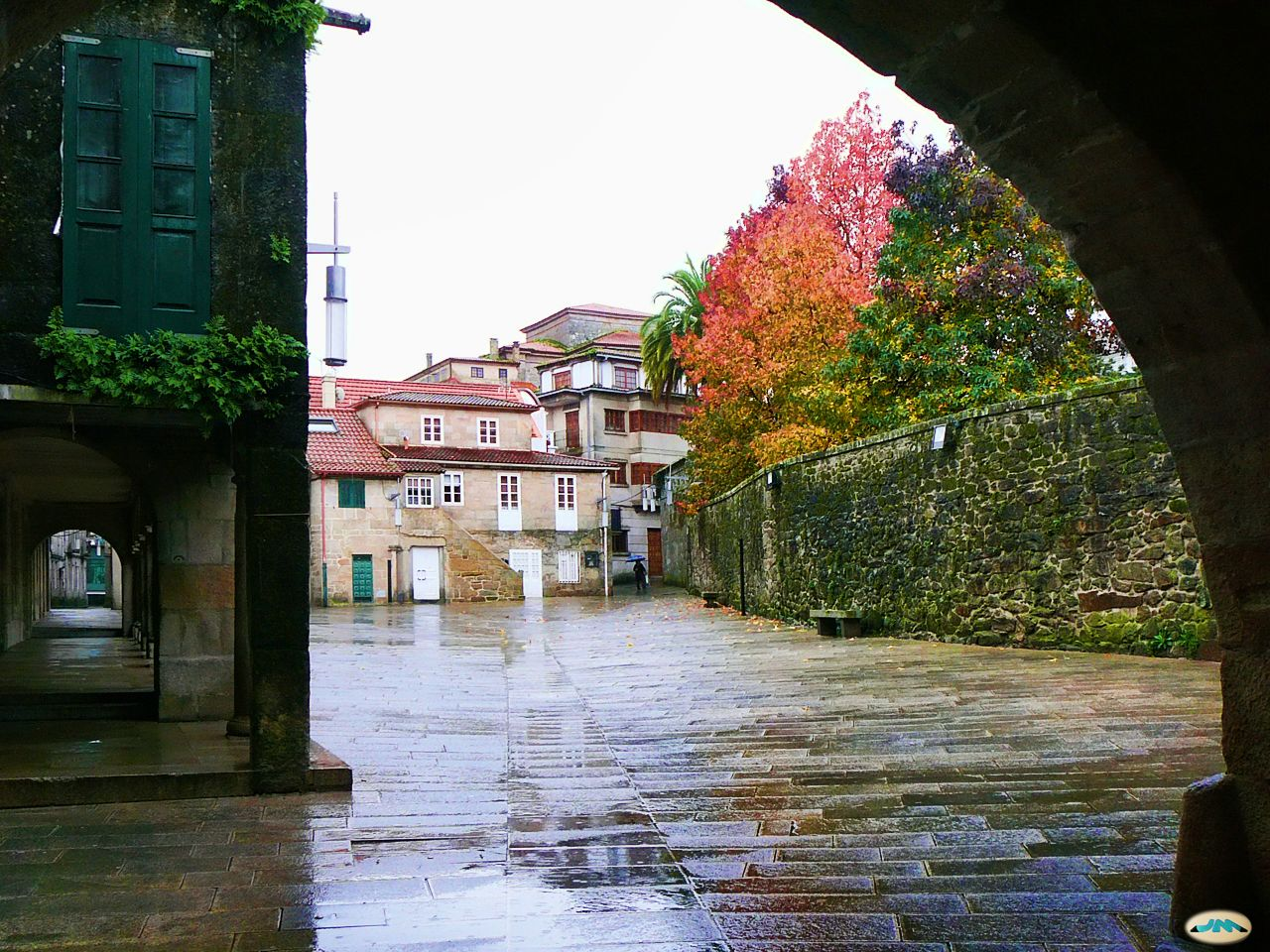
Mur d’enceinte de la place.
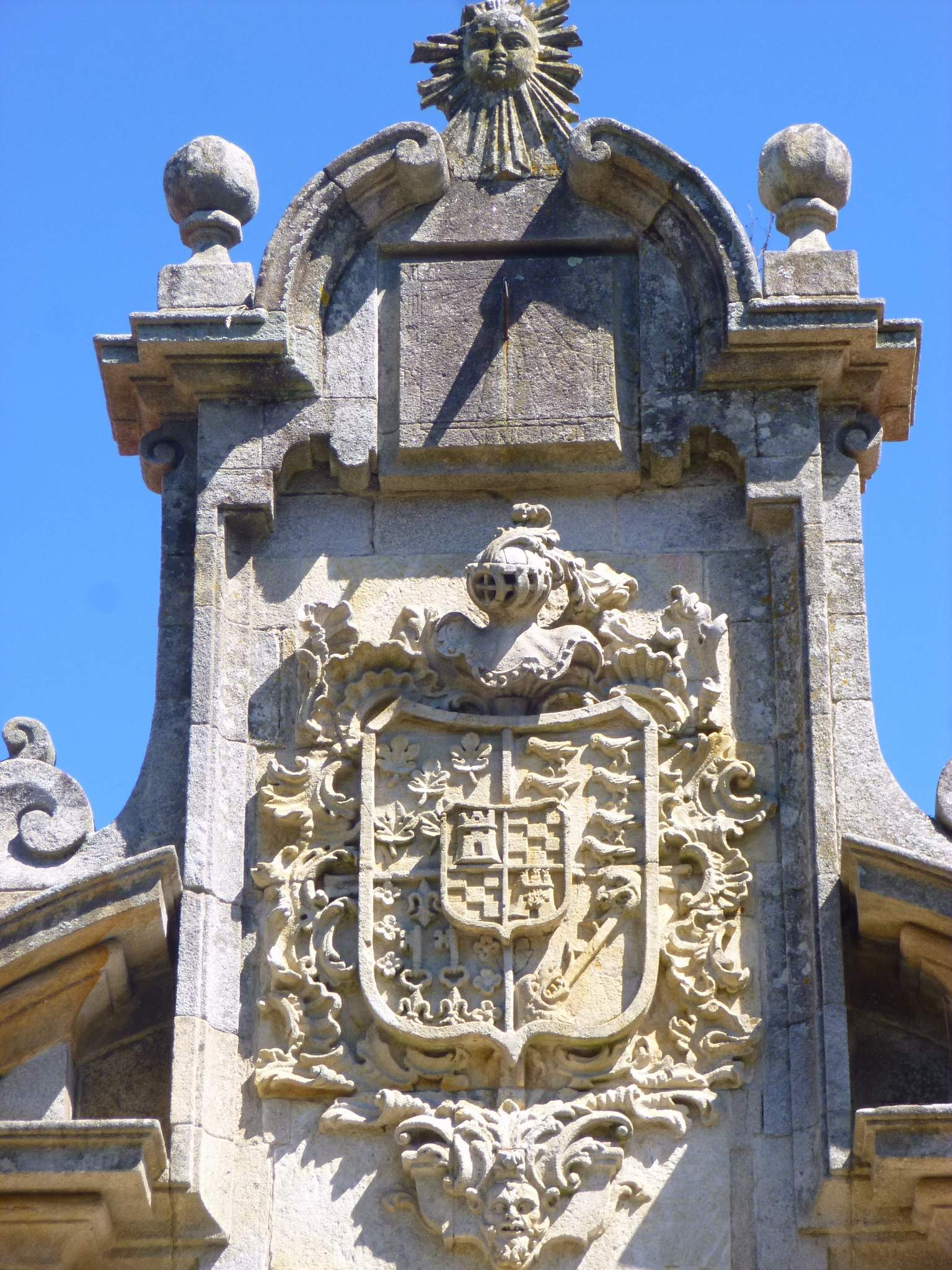
Armoiries du palais de Mugartegui.

## Voir également